# Tapio Koivukari
Tapio Koivukari, född 20 augusti 1959 i Raumo, är en finsk författare och översättare, 2016 års vinnare av Runebergspriset.
År 1989–1993 bodde Kouvukari på Island och han har översatt ett flertal isländska böcker till finska. Han roman Ariasman utspelar sig också på Island.

### Romaner
- Saariston samurait. Helsinki: Like kustannus, 1988. ISBN 951-8929-01-7.
- Odinnin korppi. Helsinki: Like kustannus, 1990. ISBN 951-8929-37-8.
- Meren yli, kiven sisään. Helsinki: Johnny Kniga, 2007. ISBN 978-951-0-33281-8.
- Ariasman. Kertomus valaanpyytäjistä. Helsinki: Johnny Kniga, 2011. ISBN 978-951-0-38092-5.
- Käpykaartilaiset. Helsinki: Johnny Kniga, 2013. ISBN 978-951-0-39945-3.
- Unissasaarnaaja. Helsinki: Johnny Kniga, 2015. ISBN 978-951-0-40718-9.

### Novellsamlingar
- Mansikkapellot, iankaikkisesti. Helsinki: Like, 1994. ISBN 951-578-188-4.
- Tosi tarinoita (ja muita outoja ilmiöitä). Helsinki: Like, 1998. ISBN 951-578-563-4.
- Maista, niin muistat. Helsinki: Johnny Kniga, 2008. ISBN 978-951-0-34498-9.

## Priser
- Runebergspriset 2016.